# 御霊神社 (大阪市)
御霊神社（ごりょうじんじゃ）は、大阪市中央区淡路町にある神社。旧社格は府社。なお、正面鳥居の扁額は御霊宮と表記。なお、当社は御霊神社という名称ではあるが、御霊信仰とは関係がない。

## 歴史
嘉祥3年（850年）から大阪湾岸の圓江（つぶらえ＝現在の靱）で行われた八十嶋祭（大嘗祭の翌年に行われる）の祭場とされた圓神祠（つぶらしんし）に、瀬織津比売神、津布良彦神、津布良媛神が祀られると、社はやがて圓神社、圓江神社、津村神社と呼ばれるようになり、摂津国津村郷の産土神社となった。この当時の当社は大阪市西区靱本町にある楠永神社の近辺にあった。
文禄3年（1594年）、因幡国鹿野藩主の亀井茲矩から船場の自邸敷地の一部を寄進され、境内の小祠乾八幡宮と源正霊神を本殿に合祀した上で、圓江から船場の現在地へ遷座する（亀井茲矩はこの後、因幡高草の白兎神社を再興した）。
江戸時代になると、鎌倉権五郎の権五郎から五郎ノ宮や、なまって「ごりょうのみや」とも圓御霊とも呼ばれた。また境内の南側には十一面観音を本尊とする神宮寺の宝城寺が作られた。寛文年間（1661年 - 1673年）に御霊神社と改称し、宝暦3年（1753年）に正一位の神階を授けられる。
明治時代に入ると神仏分離令によって、御霊神社と宝城寺の境内を分けることとなったが、後に宝城寺は廃寺となった。そのために現在、御霊神社の南側にある会社のビルの前に鳥居だけが残ることとなった。
1873年（明治6年）、郷社に列する。1884年（明治17年）、人形浄瑠璃の劇場「文楽座」が境内に開設。「御霊文楽座」として、近世文楽における黄金期の賑わいを見せる。しかし、1926年（大正15年）11月に御霊文楽座から出火、本殿とともに焼失した。
1930年（昭和5年）に社殿を再建するが、1945年（昭和20年）3月13日・14日の第1回大阪大空襲により、再び全てを焼失した。1957年（昭和32年）、現在の社殿を再興する。1959年（昭和34年）、鳥居玉垣を再建。その後、年を追って往時に勝る威容を整備しつつある。

## 祭神
- 天照大神荒魂 - （瀬織津比売神）
- 津布良彦神 - （旧摂津国津村郷の産土神）
- 津布良媛神 - （旧摂津国津村郷の産土神）
- 応神天皇 - （広幡八幡大神）
- 源正霊神 - （鎌倉権五郎景政公霊）

## 境内
- 本殿 - 1957年（昭和32年）再建。
- 拝殿 - 1957年（昭和32年）再建。
- 社務所
- 東宮 - 皇大神宮、恵比須神社、猿田彦神社、摂社十二社（水神社・大雷社・龍神社・住吉社・菅原社・加藤社・多賀社・春日社・事平社・稲荷社・竈戸社・戸隠社）
- 松之木神社
- 大黒社
- 不動明王
- 儀式殿 - 1999年（平成11年）に御霊文楽座の跡地に建設された。結婚披露宴、講習会等に利用される。
- 御霊文楽座の碑 - いずれも境内ではなく、門前に置かれている。大阪市の建立で「御霊文楽座跡」の石柱が、また、東向き鳥居の左手には大阪北浜船場ライオンズクラブの手で「文楽座之跡」のブロンズ製床本型の記念碑が1974年（昭和49年）11月3日に造られた。
- 境外社
  - 楠永神社 - 所在地：大阪市西区靱本町2-1

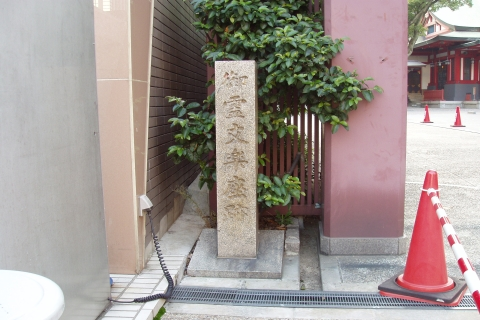
御霊文楽座跡

### 御旅所
- 堀江行宮 - 所在地：大阪市西区南堀江4丁目28-29
  - 安永9年（1780年）より船渡御が行われていた。明治以降は陸渡御に変更されていたが、2011年（平成23年）、140年ぶりに船渡御が復活した。

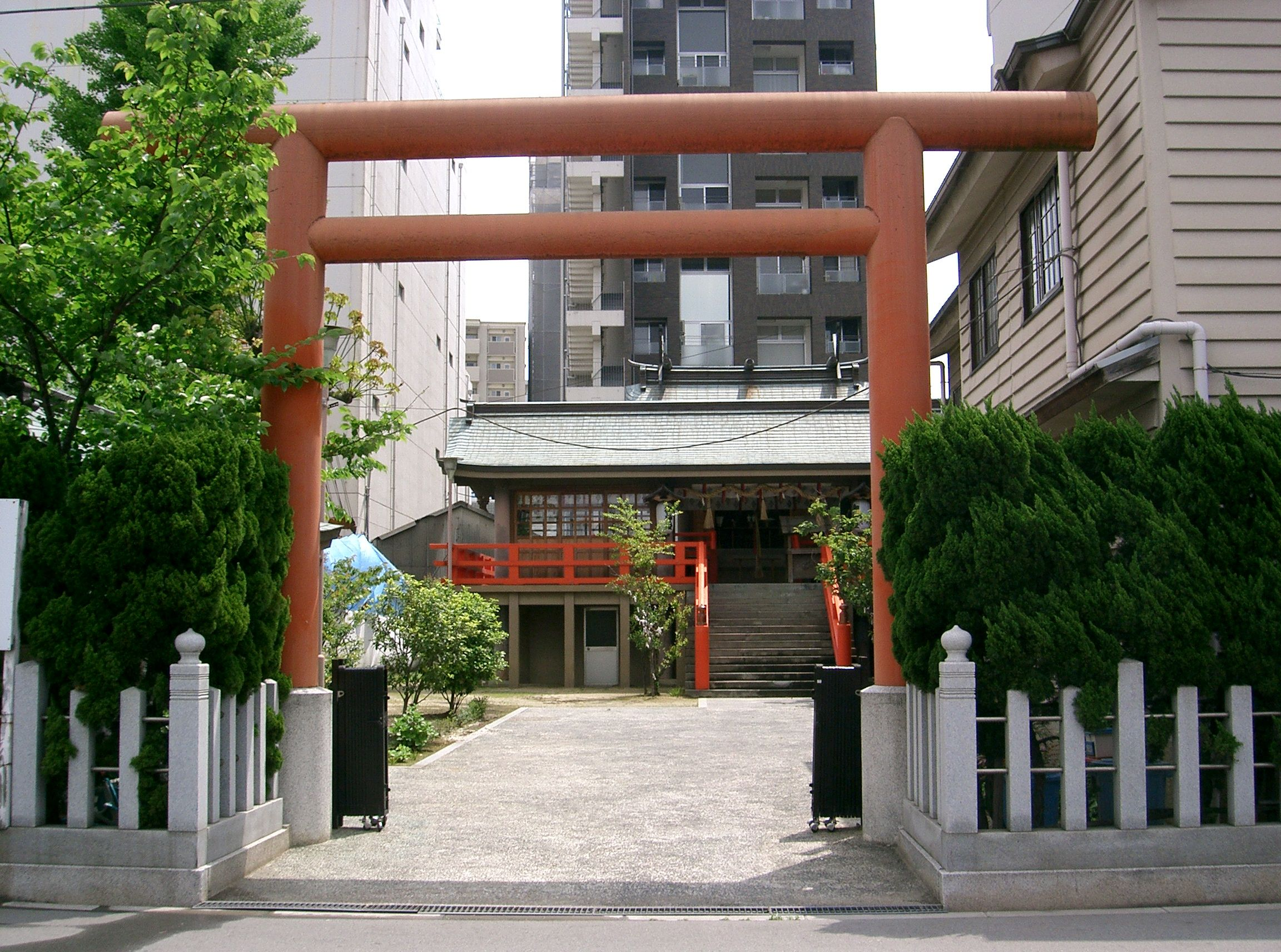
堀江行宮